# Генеральний директорат внутрішньої безпеки
Генеральний директорат внутрішньої безпеки (фр. Direction générale de la Sécurité intérieure, DGSI, колишнє Центральне управління внутрішньої розвідки, фр. Direction centrale du Renseignement intérieur, DCRI) — спецслужба французького розвідувального співтовариства, провідний орган національної контррозвідки, підвідомчий міністерству внутрішніх справ Франції. Створений 12 травня 2014 року. Фактично, замінив собою колишнє Центральне управління внутрішньої розвідки (DCRI), яке було створене 1 липня 2008 шляхом об'єднання двох спецслужб — Центрального директорату загальної розвідки (RG) і Директорату стеження за територіями (DST).

## Історія
Ініціатива злиття RG і DST належить Ніколя Саркозі, він виступив з цією ідеєю, будучи міністром внутрішніх справ, під час президентської передвиборної кампанії 2007 року. Незабаром після обрання президентом Саркозі доручив провести реорганізацію спецслужб міністру внутрішніх справ М. Алле-Марі. М. Алле-Марі оголосила про реорганізацію 13 вересня 2007 року, основні нормативні документи DCRI були прийняті 7 квітня 2008 року і набули чинності 1 липня 2008 року.
Після об'єднання спецслужб деякі співробітники RG перейшли на роботу в Центральний директорат громадської безпеки — підрозділ генеральної дирекції національної поліції міністерства внутрішніх справ Франції.
Директором DCRI був призначений Бернар Скарсені, який займав 2008 року посаду глави DST, а його заступниками — Рене Байї і Патрік Кальварія, який 31 травня 2012 року змінив Скарсені на посту директора.

### Генеральний директорат внутрішньої безпеки, Direction générale de la sécurité intérieure (DGSI)
Після приходу до влади президента Ф.Олланда 2012 року, у вищих політичних колах Франції неодноразово висловлювалося намір реформувати DCRI. Доповідь парламентської комісії з розвідки, представлена у травні 2013 року депутатом від соціалістичної партії Жаном-Жаком Урвоа і депутатом від Союзу за народний рух Патрісом Вершером, містить критику діяльності DCRI, зокрема, у зв'язку з терактом 2012 року в Тулузі. 17 червня міністр внутрішніх справ Франції Мануель Вальс оголосив про підготовлювану реформу внутрішньої розвідки. Планувалося до січня 2014 року DCRI реорганізувати в Генеральний директорат внутрішньої безпеки (фр. Direction générale de la sécurité intérieure, DGSI), який буде підпорядковуватися безпосередньо міністру внутрішніх справ, при значній організаційній автономії.
17 червня міністр внутрішніх справ Мануель Вальс оголосив реформу вітчизняної розвідки. Ця реформа проводилася згіно указу № 2014-445 від 30 квітня 2014, який набрав чинності 12 травня 2014. DCRI стає Генеральним директоратом внутрішньої безпеки (DGSI), підпорядковується напряму міністру внутрішніх справ, але з більшою автономією. DGSI зберігає практично весь попередній штат співробітників, до якого мають бути додані контрактні працівники (інженери, програмісти, лінгвісти)  ·  · . Патрік Кальвар затверджується керівником нової спецслужби.

## Завдання
Завдання DGSI включають завдання, які раніше покладалися на DCRI, DST і RG5, в тому числі:
- боротьба з іноземним втручанням, включаючи шпигунство;
- запобігання і припинення актів тероризму або підрив державної безпеки, територіальної цілісності або функціонування французьких держустанов;
- запобігання і припинення дій, що розкривають національну секретну інформацію або ті, які зачіпають економічний, промисловий або науковий потенціал країни;
- спостереження за особами, суспільними рухами, групами та організаціями, що проводять підривну діяльність або становлять загрозу у цій сфері;
- боротьба з несанкціонованим розповсюдженням зброї масового ураження;
- моніторинг діяльності міжнародних злочинних організацій, які можуть становити загрозу національній безпеці;
- попередження та припинення злочинів, пов'язаних з інформаційною технологією і системою зв'язку.

## Організаційна структура та персонал
Штаб-квартира DCRI була відкрита у травні 2007 року, в північно-західному передмісті Парижа Леваллуа-Перре, в спеціально побудованому будинку з надзвичайно високим рівнем захисту.
Штат Директорату 2009 року складався з 3306 співробітників, більшість з яких раніше працювало в DST, і деякої кількості колишніх співробітників RG. У штаб-квартирі DCRI в Леваллуа-Перре працювало 1616 співробітників, і 1390 осіб в регіональних відділеннях. До 31 грудня 2011 року штат був скорочений до 2922 співробітників.
Крім штаб-квартири, DGSI має 6 територіальних підрозділів: 
- Лілль
- Ренн
- Мец
- Бордо
- Марсель
- Ліон.

DGSI має у своєму складі групу оперативної підтримки, що складається з 18 офіцерів, у завдання яких входить здійснення арештів та інші активні заходи.
Діяльність DGSI, згідно з французьким законодавством. є військовою таємницею. Діяльність організації жорстко централізована та замкнута на директора, територіальні підрозділи DCRI не підвідомчі місцевим префектам.
Прийом на службу DGSI здійснюється після суворого відбору, всі кандидати проходять перевірку (включаючи перевірку їх приватного життя) службою внутрішньої безпеки. В апараті DGSI є цілком таємна база даних під назвою Cristina (акронім від Centralisation du renseignement intérieur pour la sécurité du territoire et des intérêts nationaux), в якій, крім персональних даних співробітників DGSI, міститься інформація про їх родини та зв'язки. На підставі закону про національну безпеку, зміст цієї бази даних не підлягає розгляду в Національній комісії з інформатики та свобод (CNIL).
З 2014 року, DGSI будуть набирати на п'ять років 430 аналітиків, перекладачів, програмістів і науковців, таким чином кількість штату зросте до 3600 чоловік.